# Барраль I де Бо
Барраль I де Бо (фр. Barral I des Baux, ум. 1268) — сеньор де Бо с 1239/1240.

## Биография
Сын Гуго III, сеньора де Бо, виконта Марсельского, и Баррали Марсельской.
С 1236 сенешаль Конта-Венессена у Раймонда VII Тулузского, на чьей племяннице Сибилле д'Андюз он женился. По этому случаю 21 августа 1240 получил от графа Тулузы замки Бедуан, Каромб, Антрег, Лориоль, Монтё и Сарьян. В 1240 принес оммаж архиепископу Арля Жану Боссану за свои замки Тренкетай, Фурк, Сен-Жиль и Барбегаль, в обмен на ежегодную символическую  повинность в 10 кроликов с мехом. Вскоре, однако, он оказал помощь графу Тулузскому, который вторгся в Камарг, и овладел Арлем, куда его призвали восставшие жители (1240). Архиепископ Боссан, изгнанный горожанами, конфисковал домены Барраля. Они были возвращены по мирному договору 21 декабря 1245.
Карл Анжуйский, став графом Прованса после смерти своего тестя в 1245, как и тот враждебно относился к Арлю, Авиньону и Марселю, республиканские настроения в которых его возмущали. Обеспокоенные коммуны заключили в мае 1247 оборонительный союз с Барралем на 50 лет. Этот альянс был направлен против графа Прованского, формально исключая враждебные действия против Раймонда VII и папы.
Воспользовавшись отъездом в 1248 Карла Анжуйского в Палестину, союзники подняли мятеж. Арлезианцы снова восстали против Боссана, преданного Карлу, и назначили Барраля своим подеста. Боссан потребовал у него сложить полномочия, угрожая отнять фьеф Тренкетай, который тот держал от церкви. Барраль отказался и прогнал из ратуши Арля посланцев архиепископа, который, будучи вынужденным бежать из города, отлучил от церкви арлезианцев и Барраля, на все домены которого он наложил интердикт. Барраль, впрочем, понимая шаткость своего положения, 1 марта 1249 отправил тайное послание французской регентше Бланке Кастильской, предлагая вернуть Арль Карлу Анжуйскому.
Было слишком поздно. В том же году умер Раймонд VII, а в следующем император Фридрих. Династия тулузских графов закончилась и Лангедок перешел под власть Альфонса де Пуатье, брата Карла Анжуйского. Французы прочно закрепились на юге и бороться с ними было бесполезно. В 1250 Карл и Альфонс вернулись из египетского плена. 30 апреля 1251 Карл вернул себе Арль и простил его жителей, кроме Барраля, с которым было заключено перемирие на месяц; Авиньон сдался 6 мая, а в октябре Барраль пообещал подчиниться, выплатить 2 тыс. марок серебром и дать в залог сына Бертрана, троих племянников: Бертрана II де Мейрарга, Гильома I де Берр и Бертрана де Пертюи, и замки Обань, Пертюи и Марсель. Он обещал также заставить марсельцев, своих старинных союзников, подчиниться графу, а если те откажутся, то выступить против них и разбить. 22 ноября он принял как фьеф от графа свои земли в Провансе, в частности Бо, и отказался от всех имперских привилегий, которых смогли добиться его предки. Марсель также был вынужден подчиниться, и именно Барраль 26 июля 1252 был послан Карлом, чтобы принять от его жителей присягу верности.

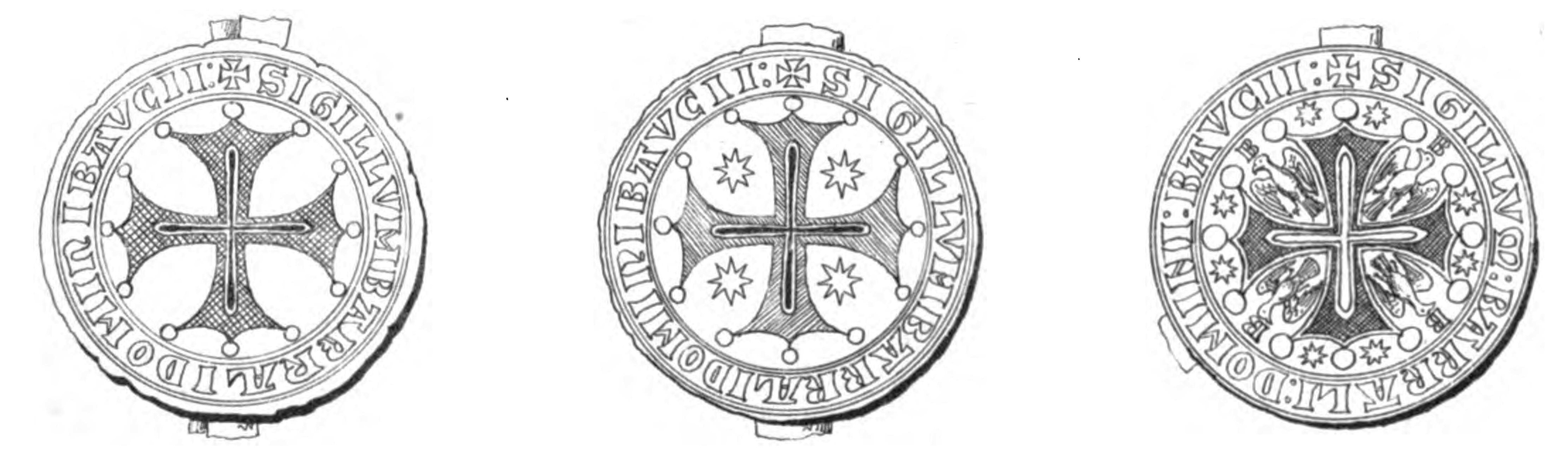
Печати Барраля де Бо

Альфонс де Пуатье, ставший благодаря женитьбе на Жанне, дочери Раймонда VII, кузеном Барраля, вернул ему в январе 1253 все его фьефы в Конта-Венессене при условии, что он отправится в течение года (этот срок граф мог продлить) на два года воевать в Святую землю с десятью рыцарями и десятью арбалетчиками. Кроме того Барраль признал в 1254, что держит как фьеф от Альфонса замки Бедаррид, Бедуан, Брант, Каромб, Лориоль и Монтё.
Подчинение марсельцев не было окончательным: в 1257 они опять восстали, убили чиновников Карла Анжуйского, который смирил город блокадой и приказал отрубить головы вождям восстания. Что до Барраля, окончательно примкнувшего к графу Прованскому, как и его племянники де Берр и де Мейрарг, то он был свидетелем акта от 23 августа 1257, по которому Раймонд I де Бо, принц Оранский, уступил Карлу титул короля Арля и Вьенна, который Фридрих II в 1215 пожаловал его отцу Гильому Оранскому, и который Раймонд никогда официально и не носил.
В 1265 Карл Анжуйский договорился с папой и выступил в поход против Манфреда. Барраль, который приготовился, наконец, отправиться в Палестину, во исполнение обета, данного в 1253, по специальной просьбе папы отменил своё обещание Альфонсу и отправился в Италию вместе с сыном Бертраном, племянником Бертраном де Пертюи, и четырьмя кузенами из ветви де Берр: Бертраном II с двумя сыновьями: Гуго де Монфором и Бертраном III, и Бертраном II де Мариньяном.
Карл Анжуйский поставил его подестой в Милане. Бертран, сын Барраля, командовал французским авангардом в битве при Беневенто. После завоевания Сицилийского королевства Барраль был вызван в Неаполь и назначен великим юстициарием.

## Семья
Жена (1245): Сибилла д’Андюз, дочь Пьера Бермонда VI, сира д’Андюз, и Констанции Тулузской.
Дети:
- Гуго (ум. ок. 1251)
- Бертран I де Бо, граф д’Авеллино
- Маркиза де Бо (ум. до 1270). Муж (1259): Генрих II, граф де Родез
- Сесиль де Бо (ум. 1275), прозванная Passerose. Муж (1244): Амадей IV Савойский